# Gene Siskel
Eugene Kal "Gene" Siskel (26 ianuarie 1946 - 20 februarie 1999) a fost un critic de film american și jurnalist pentru Chicago Tribune. Alături de colegul său Roger Ebert, a fost, între anii 1975 și 1999, gazda unei serii populare de critică de film în Statele Unite.

## Viața și cariera
Siskel s-a născut în Chicago, Illinois, ca fiu a lui Ida (născută Kalis) și Nathan William Siskel. Părinții săi erau imigranți evrei din Rusia. Siskel a fost crescut de către mătușa și unchiul său după ce ambii părinți au murit atunci când el avea zece ani. A urmat cursurile Culver Academies și a absolvit Facultatea de filosofie din cadrul Universității Yale în 1967, avându-l ca profesor pe autorul John Hersey, laureat al unui Premiu Pulitzer, care l-a ajutat în 1969 să obțină o slujbă în cadrul redacției Chicago Tribune. Prima sa recenzie tipărită a fost cea pentru filmul Rascal, pe care a scris-o cu o lună înainte de a deveni permanent criticul de film al ziarului. Recenzia a fost una favorabilă, dar nu a acordat stele, deoarece la acea vreme ziarul nu folosea un sistem de notare al filmelor cu stele.  Siskel a făcut armata în cadrul United States Army Reserves; fiind lăsat la vatră la începutul anului 1968, servind până atunci ca jurnalist militar și ofițer de presă al Defense Information School. 
În 1975, Siskel a făcut echipă cu Roger Ebert, criticul de film al ziarului Chicago Sun-Times, pentru a găzdui o emisiune pentru stația locală a Chicago PBS, WTTW, care a primit numele de Sneak Previews. Sistemul lor de recenzie, „thumbs-up, thumbs-down” (două degete mari ridicate în sus sau de două degete mari orientate în jos) a devenit rapid una din mărcile prin care s-a făcut cunoscută emisiunea, fiind atât de populară încât a fost parodiată în seriale precum In Living Color, Bizarre, benzi desenate precum Calvin and Hobbes (aprilie 1988) și în filmele Hollywood Shuffle și Godzilla. Sneak Previews se bucura în 1977 de o mare audiență la nivel național atunci când era difuzat de PBS.
Siskel și Ebert au părăsit WTTW și PBS în 1982.  Noua lor serie, At the Movies (română La filme), a fost produsă și distribuită de Tribune Broadcasting, compania părinte care a deținut Chicago Tribune și WGN-TV. Sneak Previews a continuat să fie produs și difuzat de PBS pentru încă 14 ani, dar cu alți prezentatori. În 1986, Siskel și Ebert și-au încheiat contractul cu Tribune Broadcasting, semnând un altul cu The Walt Disney Company.  Noua serie a fost denumită pentru scurtă vreme Siskel & Ebert & the Movies, ea fiind prescurtată la forma Siskel & Ebert. At the Movies a continuat și ea pentru mai mulți ani cu alți prezentatori.
Una din primele apariții a lui Siskel pe micul ecran, înainte de Sneak Previews, a fost cea din Coming Soon to a Theatre Near You, inclusă în For the Love of Movies: The Story of American Film Criticism. În acest documentar din 2009 este prezentată o dezbatere cu Ebert pe tema meritului pe care îl are romanul în cadrul filmului Zbor deasupra unui cuib de cuci.
Deobicei, Siskel și Roger Ebert au refuzat să fie invitați în filme sau seriale de televiziune (cu excepția talk showurilor), considerând că acest lucru ar intra în conflict cu „responsabilitatea pe care o au față de public”. Totuși, ei „nu au rezistat” să nu accepte apariția într-un episod al serialului de animație The Critic, a cărui personaj principal era un critic de film. În acest episod, Siskel și Ebert se despart și îl vor pe Jay Sherman, personajul princial al serialului, ca partener. Au apărut și alături de două personaje ale serialului pentru copii Sesame Street. Siskel a jucat ca el însuși și într-un episod din The Larry Sanders Show.

## Decesul
În 1998, Siskel a suferit o intervenție pentru extirparea unei tumori cerebrale maligne. La data de 3 februarie 1999, într-o zi de joi, a anunțat că își va lua concediu, dar că dorește să revină în toamnă, scriind „Mă grăbesc să mă fac bine deoarece nu vreau ca Roger să vadă mai multe filme decât mine.”
La data de 20 februarie 1999, într-o zi de sâmbătă, Gene Siskel a murit la vârsta de 53 de ani din cauza unei complicații survenite în timpul unei noi operații. După moartea lui Siskel, producătorii lui Siskel & Ebert au început să invite periodic alți critici pentru ca audiție pentru un succesor. În cele din urmă Richard Roeper a fost cel ales ca noul coleg al lui Ebert, serialul fiind redenumit Ebert & Roeper at the Movies. Ultimul film pe care Siskel l-a evaluat alături de Ebert a fost The Theory of Flight, pe 23 ianuarie 1999. Ultima recenzie scrisă a fost cea pentru comedia romantică She's All That, căreia i-a acordat o recenzie favorabilă.
Siskel a lăsat-o în urmă pe soția sa, Marlene, alături de copiii Kate, Callie și Will, iar rămășițele sale se află la Cimitirul Westlawn din Norridge, Illinois.

## Moștenire
La ceremonia pentru decernarea Premiilor Oscar din 1999, după montajul „In Memoriam” care cuprindea actori și oameni de film decedați recent (în care Siskel nu a fost inclus pentru că nu a fost membru al Academiei), gazda Whoopi Goldberg a făcut o scurtă remarcă în memoria lui Siskel declarând: „Gene, dragă, oriunde ai fi, noi îți dedicăm următorul lucru”, arătând tradiționalul său gest „thumbs-up” (degetul mare în sus), în aplauzele spectatorilor.
Când un reporter i-a cerut să numească cele trei lucruri care îi plac despre orașul Chicago, Siskel i-a numit pe Michael Jordan, primarul Daley, dar și Film Center. Siskel era un fan înrăit al echipelor sportive din Chicago, în special al celor de la Chicago Bulls, fiind chiar reporter din vestiare pentru WBBM-TV după câștigarea a mai multor campionate de NBA în anii '90. Siskel a fost un membru al  Film Center's Advisory Committee și un puternic susținător al Film Center. A scris sute de articole în care a apreciat programul distinct al Film Center și s-a folosit de renumele său de critic de film pentru a ajuta cu strângerea de fonduri. Film Center a fost redenumit în 2000 în The Gene Siskel Film Center, în onoarea sa.
Filmele sale preferate din toate timpurile au fost Saturday Night Fever (a cumpărat chiar faimosul costum alb de disco la o licitație caritabilă) și Dr. Strangelove. Un alt film preferat încă din perioada copilăriei a fost Dumbo, menționând faptul că acest film a fost primul care l-a marcat.
Siskel a ținut evidența „celor mai bune filme ale anului” pe care le-a văzut între anii 1969 și 1998, care ajută la recunoașterea gusturilor sale în materie de film. Acestea sunt:
| - 1969: Z - 1970: My Night at Maud's - 1971: Claire's Knee - 1972: Nașul - 1973: The Emigrants - 1974: Day for Night - 1975: Nashville - 1976: Toți oamenii președintelui - 1977: Annie Hall - 1978: Straight Time - 1979: Hair | - 1980: Raging Bull - 1981: Ragtime - 1982: Moonlighting - 1983: The Right Stuff - 1984: A fost odată în America - 1985: Shoah - 1986: Hannah și surorile ei - 1987: Ultimul Împărat - 1988: Ultima ispită a lui Isus - 1989: Do the Right Thing | - 1990: Băieți buni - 1991: Hearts of Darkness: A Filmmaker's Apocalypse - 1992: One False Move - 1993: Lista lui Schindler - 1994: Hoop Dreams - 1995: Crumb - 1996: Fargo - 1997: The Ice Storm - 1998: Babe: Pig in the City |

Din 1969 până la moartea sa la începutul anului 1999, el și Ebert au avut nouă alegeri ale celui mai bun film al anului care au coincis: Z, Nașul, Nashville, The Right Stuff, Do the Right Thing, Băieți buni, Lista lui Schindler, Hoop Dreams și Fargo. Ar mai fi fost și un al zecelea, dar Ebert a refuzat să clasifice Shoah ca cel mai bun film al anului 1985, considerând că nu ar fi fost corect să-l pună în aceeași categorie cu restul candidaților din acel an. De șapte ori, primul loc din topul lui Siskel nu a apărut în top zece filme ale lui Ebert: Straight Time, Ragtime, Once Upon a Time in America, The Last Emperor, Ultima ispită a lui Isus, Hearts of Darkness și The Ice Storm. De șase ori, filmele de pe primul loc din topurile lui Ebert nu au apărut deloc în clasamentele lui Siskel; acestea sunt 3 Women, An Unmarried Woman, Apocalipsul acum, Sophie's Choice, Mississippi în flăcări și Dark City.
În timpul carierei sale a renunțat să urmărească până la capăt doar trei filme: comedia The Million Dollar Duck din 1971 cu Dean Jones; filmul horror din 1980 Maniac și filmul lui Penelope Spheeris din 1996 Black Sheep. 
Pentru filmul Broken Arrow el a acordat inițial calificativul de „thumbs up” (merită văzut), dar după ce a ascultat critica lui Ebert, Siskel și-a schimbat părerea și i-a acordat calificativul „thumbs down” pentru ca decizia să fie unanimă, fiind singura dată când și-a schimbat calificativul dat unui film.
Ebert a declarat odată despre relația cu Gene Siskel:
„Eu și Gene Siskel eram ca niște diapazoane. Lovește una, și cealaltă va prinde aceeași lungime de undă. Când stăteam împreună, știam de dinante ce gândește celălalt. Uneori acest lucru lua forma camaraderiei, alteori împărtășeam opinii, alteori ostilitate.”
Când ambii prezentatori au fost invitați în cadrul The Late Show Starring Joan Rivers., Joan Rivers a susținut un interviu „împreună și separat”, în care fiecare purta asculta muzică la căști în timp ce celălalt vorbea despre partenerul său. Când a fost întrebat care este cea mai mare diferență dintre el și Ebert, Siskel a răspuns fără ezitare: „Sunt un critic mai bun decât el”, menționând la scurt timp că oricine citește o recenzie scrisă de Roger Ebert se va bucura de o „recenzie foarte bine scrisă”."

## Legături externe
- Site oficial
- Gene Siskel la Internet Movie Database
- Serialele de critică cu Siskel & Ebert (1975–1999)
- Gene Siskel la Allmovie
- Gene Siskel Film Center din Chicago, numit astfel în memoria sa
- Gene Siskel la Find a Grave
- Gene Siskel: The Balcony is Closed articol la Legacy.com
- Lista cu top zece filme ale anului a lui Gene Siskel Arhivat în 27 noiembrie 2015, la Wayback Machine. (1969–1998)
- Biografie la Biography.com Arhivat în 9 februarie 2018, la Wayback Machine.